# Catarina de Gonzaga-Nevers
Catarina de Gonzaga-Nevers (em francês:  Catherine Gonzague; 1568 - Paris, 1629) foi uma nobre francesa, pertencente ao ramo dos Gonzaga-Nevers da Dinastia Gonzaga. Era também conhecida por Catarina de Nevers.

## Biografia
Catarina era a filha mais velha de Luís Gonzaga (1539-1595), Duque de Nevers e de Rethel, e de Henriqueta de Nevers..
Em 1588, Catarina casa com Henrique I de Orleães-Longueville (1568-1595), Duque de Longueville e Conde Soberano de Neuchâtel, de quem teve um filho :
- Henrique II de Orleães-Longueville (1595–1663)[2].

Após a morte do marido, Catarina fica como regente do Condado Soberano de Neuchâtel em nome do seu filho (que nascera dois dias antes do pai morrer), governando durante 16 anos, entre 1601 e 1617, desde a morte da sua sogra (Maria II de Bourbon-Saint Pol) até o filho atingir a maioridade.
Catarina vem a falecer em 1629 em Paris.